# سنجار (الرقة)
سنجار قرية سورية تتبع ناحية الجرنية في منطقة الثورة في محافظة الرقة. بلغ عدد سكانها 92 نسمة في عام 2004 حسب إحصاء المكتب المركزي للإحصاء.